# 帕爾米托 (蘇克雷省)
帕爾米托是哥倫比亞的城鎮，位於該國北部，由蘇克雷省負責管轄，距離首府辛塞萊霍36公里，始建於1776年，面積176平方公里，海拔高度36米，2005年人口11,432。

## 外部連結
- （西班牙文） Gobernacion de Sucre - Palmito
- （西班牙文） Palmito official website

9°20′N 75°33′W / 9.333°N 75.550°W